# Queralbs
Queralbs is een gemeente in de Spaanse provincie Girona in de regio Catalonië met een oppervlakte van 94 km². Queralbs telt 174 inwoners (1 januari 2016).
Queralbs ligt aan de tandradspoorweg van Núria.

## Demografische ontwikkeling
Bron: INE, 1857-2011: volkstellingen